# Associazione Calcio Sportiva Dilettantistica Rodengo Saiano 2006-2007
Questa pagina raccoglie le informazioni riguardanti la Associazione Calcio Sportiva Dilettantistica Rodengo Saiano nelle competizioni ufficiali della stagione 2006-2007.

## Risultati

### Serie D

#### Poule scudetto
| 16 maggio 2007 Turno eliminatorio - 2 giornata           | Canavese  | 1 – 1      | Rodengo Saiano |  |
| \| \| \| \| \| Palombo 14’ \| Marcatori \| 84’ Pelati \| |           |            |                |  |
|                                                          |           |            |                |  |
| Palombo 14’                                              | Marcatori | 84’ Pelati |                |  |

| 20 maggio 2007 Turno eliminatorio - 3 giornata                              | Rodengo Saiano | 2 – 2                    | Tempio |  |
| \| \| \| \| \| Gambino 37’, 51’ \| Marcatori \| 2’ Covoni 85’ Del Grande \| |                |                          |        |  |
|                                                                             |                |                          |        |  |
| Gambino 37’, 51’                                                            | Marcatori      | 2’ Covoni 85’ Del Grande |        |  |